# Batalla del Mar de Barents
La Batalla del Mar de Barents va ser un enfrontament naval de la Segona Guerra Mundial el 31 de desembre de 1942 entre vaixells de guerra alemanys i britànics que escortaven el comboi JW 51B fins a l'estret de Kola a la Unió Soviètica. L'acció va tenir lloc al mar de Barents, al nord del Cap Nord, Noruega . El fet que els assaltants alemanys no infligissin pèrdues significatives al comboi va enfurismar Hitler, que va ordenar que l'estratègia naval alemanya es concentrés a partir d'ara en la flota de submarins en lloc dels vaixells de superfície.

## Fons

### Comboi JW 51B
El comboi JW 51B estava format per catorze vaixells mercants que transportaven materials de guerra a l'URSS, uns 202 tancs, 2.046 vehicles, 87 caces, 33 bombarders, 11.500 tones curtes (10.400 t) de combustible, 12.650 tones curtes (11.480 t) de combustible d'aviació i poc més de 54.000 tones curtes (49.000 t) d'altres subministraments. Estaven protegits pels destructors HMS Achates, Obdurate, Obedient, Onslow, Oribi i Orwell, amb les corbetes de la classe Flower HMS Rhododendron i Hyderabad, el dragamines HMS Bramble i els vaixells d'arrossegament HMT Vizalma i Northern Gem. El comandant d'escorta era el capità Robert Sherbrooke (a bord de l'Onslow). El comboi va salpar en ple hivern per evitar atacs d'avions alemanys com els que havien devastat el comboi PQ 17. La Força R (contraalmirall Robert L. Burnett), amb els creuers HMS Sheffield i Jamaica i dos destructors, estaven estacionades independentment al mar de Barents per proporcionar cobertura a distància.

### Operació Regenbogen
El 31 de desembre, una força alemanya, amb base al llarg del fiord d'Alta, al nord de Noruega, sota el comandament del vicealmirall Oskar Kummetz, va iniciar l'Unternehmen Regenbogen (Operació Arc de Sant Martí). Després del comboi PQ 18, la força havia esperat per atacar el següent comboi àrtic, però la seva suspensió temporal per part dels britànics durant l'operació Torxa al Mediterrani i l'operació FB, el desviament de vaixells individuals cap a Rússia, no havia donat cap oportunitat per començar l'operació. La força estava formada pels creuers pesants Admiral Hipper i Lützow i els destructors Friedrich Eckoldt, Richard Beitzen, Theodor Riedel, Z29, Z30 i Z31.

## Preludi
El comboi JW 51B va salpar del llac Ewe el 22 de desembre de 1942 i va trobar-se amb la seva escorta davant d'Islàndia el 25 de desembre. Des d'allà, els vaixells van navegar cap al nord-est, trobant-se amb forts vents els dies 28 i 29 de desembre que van fer que els vaixells del comboi perdessin la seva posició. Quan el temps es va moderar, cinc mercants i els escortes Oribi i Vizalma van desaparèixer i Bramble va ser destacat per buscar-los. Tres dels retardats es van reincorporar l'endemà i els altres vaixells van procedir independentment cap a Kola Inlet. El 24 de desembre, el comboi va ser albirat per avions de reconeixement alemanys i a partir del 30 de desembre va ser seguit pel U-354 (Kapitänleutnant Karl-Heinz Herbschleb). Quan l'Estat Major Naval alemany va rebre l'informe, Kummetz va rebre l'ordre de salpar immediatament per interceptar el comboi. Kummetz va dividir la seva força en dues divisions, liderades pel Admiral Hipper i el Lützow , respectivament.

## La batalla

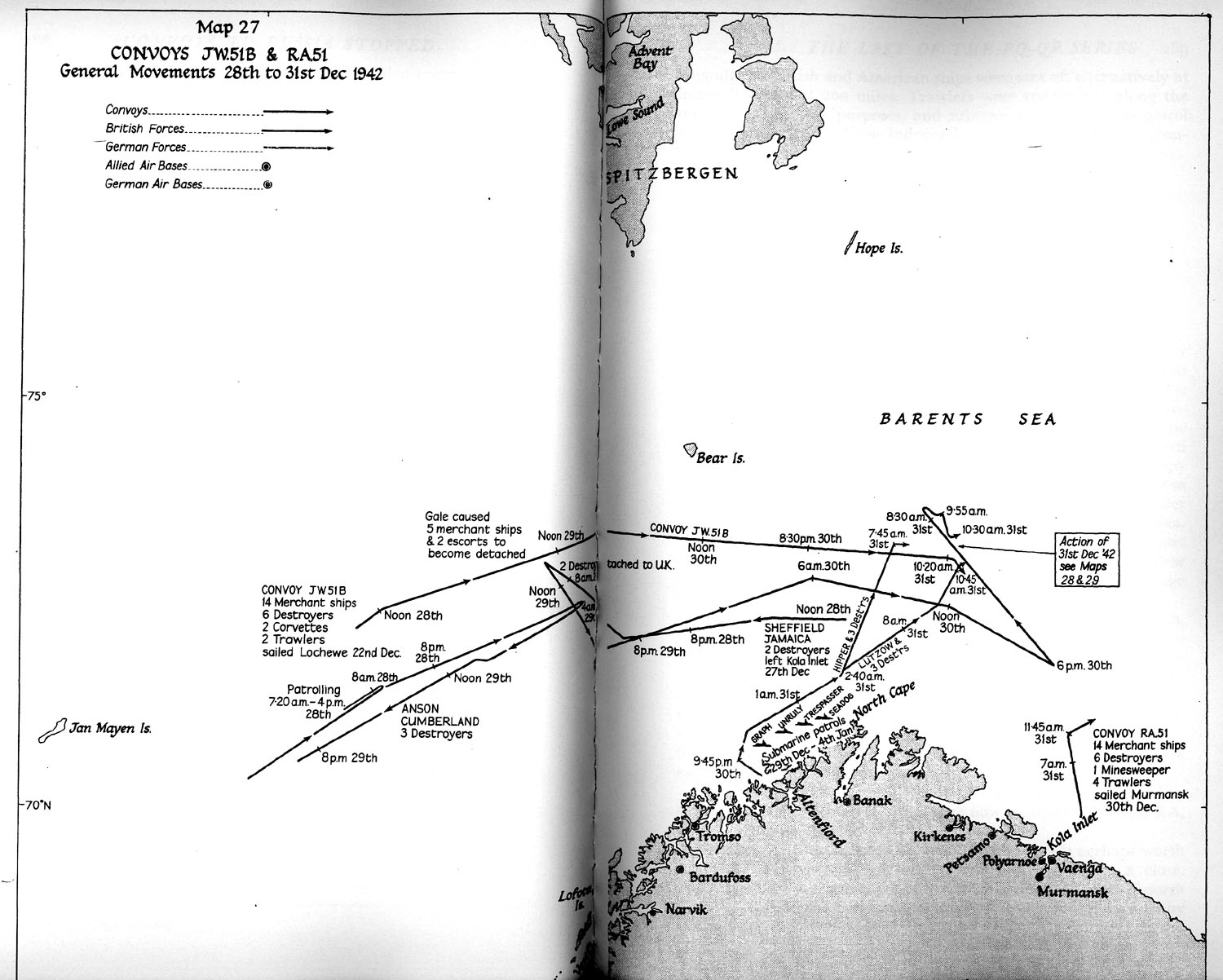
La batalla del Mar de Barents

A les 08:00 del 31 de desembre, el cos principal del Comboi JW 51B, dotze vaixells i vuit vaixells de guerra, es trobava a uns 220 km al nord de la costa de Finnmark, en direcció est. Després del comboi hi havia el destructor Oribi i un vaixell, que no va participar en l'acció; a 28 km a popa (nord-est) del comboi, el Bramble buscava els ressagats. Al nord del comboi, a uns 83 km de distància, hi havia el Vizalma i un altre vaixell, mentre que els creuers de Burnett es trobaven a 28 km al sud-est, a 56 km del comboi. A l'est, a 280 km de distància, el Comboi RA 51, que tornava a casa, es dirigia cap a l'oest. Al nord del comboi, l'Admiral Hipper i tres destructors s'acostaven i a 50 milles nàutiques (93 km) de distància, el Lützow i els seus tres destructors s'acostaven des del sud. A les 08:00, el destructor Friedrich Eckholdt va albirar el comboi i ho va informar a l'Admiral Hipper .
A les 08:20 del 31 de desembre, l'Obdurate , al sud del comboi, va albirar tres destructors alemanys a la part posterior (oest) del comboi. Aleshores, l'Onslow va albirar l'Admiral Hipper , també a la part posterior del comboi, i va dirigir el rumb per interceptar-lo amb l'Orwell , l'Obedient i l'Obdurate . L'Achates va rebre l'ordre de quedar-se amb el comboi i fer fum. Després d'un intercanvi de foc, els vaixells britànics van girar, aparentment per fer un atac amb torpedes. Considerablement superat en armament, el Sherbrooke sabia que els seus torpedes eren les seves armes més formidables; l'atac va ser una finta, ja que un cop llançats els torpedes, la seva amenaça hauria desaparegut. L'estratagema va funcionar, l'Admiral Hipper es va retirar, ja que el Kummetz havia rebut l'ordre de no arriscar els seus vaixells. L'Admiral Hipper va tornar per fer un segon atac, impactant a l'Onslow i causant greus danys i moltes baixes, incloent-hi 17 morts. L'Onslow va sobreviure als danys, però Sherbrooke havia estat greument ferit per una gran estella d'acer i el comandament va passar al capità de l'Obedient.
L'Admiral Hipper va navegar al nord del comboi i es va topar amb el Bramble , un dragamines de la classe Halcyon. L'Admiral Hipper va respondre al foc amb els seus canons molt més pesants, causant una gran explosió al Bramble . El destructor Friedrich Eckholdt va rebre l'ordre d'acabar-lo i el Bramble es va enfonsar amb tota la tripulació, mentre que l'Admiral Hipper va canviar de punt de mira cap a l'Obedient i l'Achates , al sud. L'Achates va patir greus danys, però va continuar fent fum fins que es va enfonsar, i el vaixell d'arrossegament Northern Gem va rescatar molts membres de la tripulació. Els alemanys van informar que havien enfonsat un destructor, però es va tractar d'una identificació errònia del Bramble; no s'havien adonat que l'Achates havia estat impactat.
El foc d'artilleria va atreure l'atenció de la Força R, que encara era més al nord. El Sheffield i el Jamaica es van acostar sense ser vistos i van obrir foc contra l'Admiral Hipper a les 11:35, impactant-lo amb prou projectils de sis polzades per danyar (i causar inundacions menors) dues de les seves sales de calderes, reduint la seva velocitat a 28 nusos (52 km/h). Kummetz inicialment va pensar que l'atac dels dos creuers provenia d'un altre destructor, però en adonar-se del seu error, va ordenar als seus vaixells que es retiressin cap a l'oest. El Friedrich Eckholdt i Richard Beitzen van confondre el Sheffield amb l'Admiral Hipper i van intentar formar una formació amb els vaixells britànics. El Sheffield va obrir foc; el Friedrich Eckholdt es va partir en dos i es va enfonsar amb tota la tripulació.
El Lützow es va acostar des de l'est i va disparar ineficaçment contra el comboi, encara amagat pel fum que havia llançat l'Achates . Dirigint-se cap al nord-oest per unir-se a l'Almirall Hipper, el Lützow també es va trobar amb el Sheffield i el Jamaica , que van obrir foc. Casualment, ambdós bàndols van decidir interrompre l'acció alhora, tement atacs imminents de torpedes per part de destructors contra els seus creuers. Això va ser poc després del migdia; el Burnett amb la Força R va seguir els vaixells alemanys a distància fins que va ser evident que es retiraven a la seva base. Els vaixells del comboi es van tornar a formar i van continuar cap a Kola Inlet.

## Després de la batalla

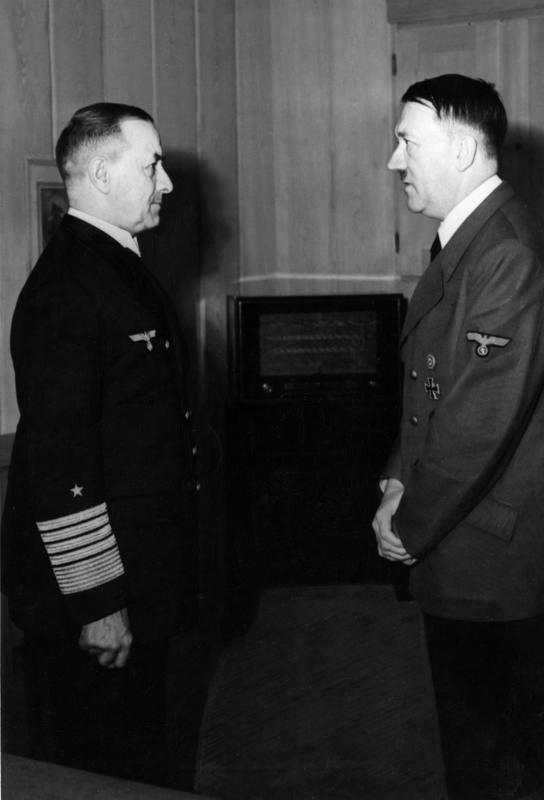
Erich Raeder amb Adolf Hitler poc després que aquest dimitís del seu càrrec de comandant en cap de la Marina el 1943

La trobada va tenir lloc enmig de la nit polar, que va durar mesos , i les forces alemanyes i britàniques estaven disperses i insegures de les posicions de la resta de les seves forces o de les del seu oponent. La batalla es va convertir en un afer confús i, de vegades, no estava clar qui disparava a qui o quants vaixells estaven enfrontats. Malgrat els esforços alemanys, els 14 vaixells mercants van arribar als seus destins a l'URSS sense danys.
Hitler estava furiós pel que considerava la inutilitat dels assaltants de superfície, veient que l'atac inicial dels dos creuers pesants va ser frenat pels destructors abans de l'arribada dels dos creuers lleugers britànics. Aquest fracàs gairebé va fer que Hitler imposés la decisió de desballestar la flota de superfície i ordenar a la Marina alemanya que es concentrés en la guerra de submarins. L'almirall Erich Raeder, comandant en cap de la Kriegsmarine, va oferir la seva dimissió, que Hitler va acceptar. Raeder va ser substituït per l'almirall Karl Dönitz, el comandant de la flota de submarins.
Dönitz va salvar la flota de superfície alemanya, tot i que l'Admiral Hipper i els creuers lleugers Emden i Leipzig van estar inactius fins a finals de 1944; es van abandonar les reparacions i la reconstrucció del cuirassat Gneisenau. Els treballs per completar el portaavions Graf Zeppelin es van suspendre per segona i última vegada. Els E-boats alemanys van continuar operant davant la costa de França, però només es va executar una gran operació de superfície després de la batalla, l'intent d'atac al comboi JW 55B pel cuirassat Scharnhorst. El cuirassat va ser enfonsat per una força britànica en el que es va conèixer com la batalla del Cap Nord.

## Creu Victòria
El capità Robert Sherbrooke va ser guardonat amb la Creu Victòria. Va reconèixer que realment havia estat atorgada en honor de tota la tripulació de l'Onslow . En l'acció va resultar greument ferit i va perdre la visió de l'ull esquerre. Va tornar a les operacions i es va retirar de la marina a la dècada de 1950 amb el rang de contraalmirall.

## Commemoració
En el memorial de Bramble , el capità Harvey Crombie va dir sobre la tripulació:
| « | Havien afrontat dificultats i perills probablement sense precedents en els annals de la Marina Britànica, i les crides al seu coratge i resistència eren constants, però mai van fallar. No volien que penséssim tristos en aquest moment, sinó que hauríem de lloar Déu per haver-se mantingut ferms en el deure fins al final. | » |

La batalla va ser el tema del llibre 73 North de Dudley Pope i del poema JW51B: A Convoy d'Alan Ross, que va servir a Onslow.

## Orde de batalla

### Royal Navy
Escorta tancada
- corbeta HMS Hyderabad[20]
- corbeta HMS Rhododendron
- dragamines HMS Bramble  – enfonsat
- arrossegador HMT Vizalma
- arrossegador HMT Northern Gem

Escorta de destructors de combat
- destructor HMS Achates – enfonsat [20]
- destructor HMS Obdurate
- destructor HMS Obedient
- destructor HMS Onslow
- destructor HMS Oribi
- destructor HMS Orwell

Força R
- creuer HMS Jamaica[21]
- creuer HMS Sheffield
- destructor HMS Matchless
- destructor HMS Opportune

### Kriegsmarine
- creuer Admiral Hipper [22]
- creuer Lützow
- destructor Friedrich Eckoldt – enfonsat
- destructor Richard Beitzen
- destructor Theodor Riedel
- destructor Z29
- destructor Z30
- destructor Z31